# Tibetische Fußballauswahl
Die tibetische Fußballauswahl ist die Fußballauswahl der Tibetan National Football Association. Diese ist kein Mitglied des asiatischen Fußballverbandes AFC und der FIFA, sondern gehört der CONIFA an, dem Dachverband für Fußballverbände, die nicht Mitglieder der FIFA sind.

## Teilnahmen an Fußball-Weltmeisterschaften
- 1930 bis 2022 – nicht teilgenommen (kein FIFA-Mitglied)

## Teilnahmen an Fußball-Asienmeisterschaften
- 1956 bis 2023 – nicht teilgenommen (kein AFC-Mitglied)

## Inoffizielle Weltmeisterschaften
Da die Mannschaft nicht an FIFA-Fußball-Weltmeisterschaften teilnehmen darf, nimmt sie an inoffiziellen Weltmeisterschaften teil.

### FIFI Wild Cup 2006
Die Mannschaft verlor gegen Gibraltar mit 0:5 und gegen die „Republik St. Pauli“ (ehemalige Spieler des Vereins FC St. Pauli) mit 0:7 und schied damit bereits in der Vorrunde der Gruppe B aus.

### ELF Cup 2006
Nach der Verlegung des Viva World Cup 2006 nahm Tibet am ELF Cup 2006 in Nordzypern teil und schied dabei in der Vorrunde mit drei Niederlagen und einem Torverhältnis von 0:14 aus.

## Trainer
- Kelsang Dhondup (2001–2017)
- Passang Dorjee (2017–2018)
- Penpa Tsering (seit 2018)

## Bekannte Spieler
Tibet hat(te) nur einen Profispieler in den eigenen Reihen: Dorjee Tsawa, der bis Juni 2017 Trainer der Frauenmannschaft des FC Zürich war. Zuvor spielte er unter anderem beim FC Schaffhausen und FC St. Gallen.